# Elastic Days
| Recensione | Giudizio |
| ---------- | -------- |
| Pitchfork  | [ 1 ]    |

Elastic Days è il terzo album in studio del cantautore statunitense J Mascis, pubblicato nel 2018. Prima della pubblicazione dell'album, vennero pubblicati tre singoli, "See You at the Movies", "Everything She Said" e "Web So Dense".

## Tracce
1. "See You at the Movies" - 3:22
2. "Web So Dense" - 3:36
3. "I Went Dust" - 3:48
4. "Sky Is All We Had" - 3:06
5. "Picking Out the Seeds" - 3:26
6. "Give It Off" - 2:50
7. "Drop Me" - 3:50
8. "Cut Stranger" - 3:24
9. "Elastic Days" - 3:32
10. "Sometimes" - 3:34
11. "Wanted You Around" - 3:30
12. "Everything She Said" - 3:30

## Musicisti
- J Mascis:  voce, chitarra, batteria